# أرت بومونت
أرت بومونت (بالإنجليزية: Art Beaumont)‏ هو لاعب كرة قدم أسترالية أسترالي، ولد في 8 ديسمبر 1904، وتوفي في 8 فبراير 1980.

## وصلات خارجية
- أرت بومونت على موقع AustralianFootball.com (الإنجليزية)
- أرت بومونت على موقع AFLtables.com (الإنجليزية)